# Тамбовский радиотелецентр РТРС
Тамбовский радиотелевизионный передающий центр (Тамбовский радиотелецентр РТРС, филиал РТРС «Тамбовский ОРТПЦ») – подразделение Российской телевизионной и радиовещательной сети (РТРС), основной оператор цифрового и аналогового эфирного телерадиовещания Тамбовской области, единственный исполнитель мероприятий по строительству сети цифрового телевидения в Тамбовской области в соответствии с федеральной целевой программой «Развитие телерадиовещания в Российской Федерации на 2009–2018 годы».
Тамбовский радиотелецентр РТРС обеспечивает 99,6% жителей Тамбовской области 20-ю обязательными общедоступными телеканалами и тремя радиостанциями в стандарте DVB-T2, которые входят в состав первого и второго мультиплексов,  способствует развитию радио, интернета и мобильной телефонии.
До перехода на цифровое телерадиовещание жителям районов Тамбовской области в среднем было доступно только пять программ аналогового телевидения.

## История

### 1950-1960-е годы
В 1957 году начата подготовка к строительству телевизионной башни на окраине города Тамбова. На основании приказа Министра связи РСФСР № 208 от 23 мая 1958 года и приказа начальника Тамбовского Управления связи № 85 от 23 мая 1958 года в городе Тамбове образована дирекция строящейся ретрансляционной телевизионной станции.
В 1958 году, несмотря на особо суровую зиму, в рекордные сроки всего за три месяца в Тамбове завершили постройку телевизионной башни высотой 180 м. Так же привезли первый телевизионный передатчик TV-331. Для обеспечения источника сигнала телепрограммы была смонтирована и введена в эксплуатацию радиорелейная линия (РРЛ) от Мичуринска до Тамбова.
9 сентября 1960 года считается днем рождения телевизионного вещания на Тамбовщине. В этот день Государственная комиссия министерства связи РСФСР приняла в эксплуатацию Тамбовскую ретрансляционную станцию высотой 180 метров, которая обеспечивала распространение телевизионных программ в радиусе 50-70 км вокруг города Тамбова.
С запуском телевизионной станции Тамбовчане получили возможность смотреть первую программу Центрального телевидения СССР ежедневно по четыре часа с 19:00 до 23:00.
В 1962 году на территории Тамбовской области началось строительство маломощных ретрансляторов в городах Жердевка, Уварово, Кирсанов, Моршанск. В том же году были запущены радиовещательные передатчики в УКВ (ультракоротковолновый) диапазоне.
В середине 60-х годов было запущены ретрансляторы в районных центрах Первомайском, Мичуринске и Инжавино.

### 1970-1980-е годы
В 70-х годах произведена модернизация радиорелейной линии Тамбов-Рязань. Благодаря этому в 1974 году началась трансляция Второй программы Центрального телевидения (ЦТ) сначала с использованием маломощного передатчика (100 Вт.), позднее был установлен передатчик «Зона» мощностью 5 кВт.
Для улучшения качества передаваемого сигнала в 1974 году началось строительство РРЛ Липецк — Тамбов.

### 1990-2000-е годы
Учитывая выгодное географическое положение областного центра города Тамбова относительно границ области, с целью увеличения площади покрытия теле сигналами было принято решение построить мощную радиотелевизионную станцию (РТС) высотой 360 метров, которая была сдана в эксплуатацию в 1991 году.
7 января 1992 года с мощной РТС началась трансляция двух программ ЦТ. В декабре 1992 года была принята в эксплуатацию УКВ ЧМ (ультракоротковолновая частотная модуляция) станция «Дождь-4».
В ноябре 1993 года на частоте 22 ТВК запущена телевизионная станция «Ильмень» мощностью 20 кВт. На ней была запущена трансляция программы телевизионного канала «Российские университеты», а впоследствии телеканал «НТВ».
В конце 90-х годов через станцию УКВ ЧМ вещания «Дождь-2» была запущена трансляция программы «Юность».
В 2000 году был сдан в эксплуатацию телепередатчик 2 ТВК мощностью 0,1 кВт для трансляции коммерческих программ в Тамбове.
В 2001 году областной радиотелецентр стал  филиалом РТРС «Тамбовский ОРТПЦ».

## Деятельность
В 2013–2018 годах силами РТРС в рамках федеральной целевой программы «Развитие телерадиовещания в Российской Федерации на 2009–2018 годы» была создана сеть цифрового эфирного телерадиовещания из 31 объекта, 25 из которых были построены с нуля.
7 мая 2013 года запущен передатчик 10 телеканалов первого мультиплекса с передающей станции «Донское». В тот же день в Тамбове открылся центр консультационной поддержки зрителей по вопросам цифрового эфирного телевидения.
В 2015 году первые десять эфирных цифровых каналов вещались на всей территории Тамбовкой области, а в городах Тамбове и Мичуринске запущены передатчики второго мультиплекса, мощность которых позволила обеспечить трансляцию второго мультиплекса для 66 % населения области.
В декабре 2017 года начато региональное вещание программ всероссийской государственной телевизионной и радиовещательной компании «Тамбов» на телевизионных каналах первого мультиплекса «Россия 1» и «Россия 24».
22 декабря 2018 года в Тамбовской области начали работу все передатчики второго мультиплекса. Цифровой телесигнал стал доступен для 99,66 % населения региона.
3 июня 2019 года в регионе прекратилось аналоговое вещание федеральных телеканалов. Тамбовская область перешла на цифровое телевидение.
29 ноября 2019 года РТРС начал цифровую трансляцию программ телеканала «Новый век» в сетке телеканала ОТР.

## Организация вещания
РТРС транслирует в Тамбовской области:
- 20 телеканалов и три радиостанции в цифровом формате;
- Два телеканала и 31 радиостанцию в аналоговом формате.

Инфраструктура эфирного телерадиовещания филиала РТРС в Тамбовской области включает:
- Шесть производственных подразделений;
- 31 передающую станцию;
- 34 антенно-мачтовых сооружения[47];
- Одну приемно-передающую земную спутниковую станцию.[23][48][49]

## Награды
По итогам деятельности в 2007 году филиал РТРС «Тамбовский ОРТПЦ» признан победителем корпоративного конкурса РТРС.
В 2009 году директор тамбовского филиала РТРС Александр Сидоренко стал лауреатом национальной премии в области радиовещания «Радиомания» в номинации «За пропаганду и личный вклад в развитие радиолюбительства и технических видов спорта».